# طواف إسبانيا 2014
طواف إسبانيا 2014 هو سباق دراجات هوائية أقيم في إسبانيا بتاريخ 23 أغسطس – 14 سبتمبر، تكون السباق من 21 مرحلة وامتدّ لمسافة 3,181.5 كم، استغرق السباق 81 ساعة 25 دقيقة 05 ثانية. فاز به ألبيرتو كونتادور وحلّ ثانيا كريس فروم بينما حصل على المركز الثالث أليخاندرو بالبيردي.

## الترتيب
| م                     | الدرّاج             | البلد           | الزمن                     |
| --------------------- | ------------------ | --------------- | ------------------------- |
| الفائز بالترتيب العام | ألبيرتو كونتادور   | إسبانيا         | 81 ساعة 25 دقيقة 05 ثانية |
| الثاني                | كريس فروم          | بريطانيا العظمى |                           |
| الثالث                | أليخاندرو بالبيردي | إسبانيا         |                           |
| الترتيب المركب        | ألبيرتو كونتادور   | إسبانيا         | -                         |